# Ушац, Михаил Лазаревич
Михаи́л Ла́заревич У́шац (14 апреля 1927 — 17 октября 2012) — советский художник-график, карикатурист, художник театра, киносценарист.

## Биография
В 1954 окончил Московский архитектурный институт (МАрхИ).
В 1956 опубликовал первый сатиричный рисунок в журнале «Крокодил». Впоследствии регулярно печатал в нем свои карикатуры, часто в сооавторстве с К. И. Невлером.
С 1963 начал работать как театральный художник. Первая постановка — балет «Тропою грома» на музыку Кара Караева в Таджикском театре оперы и балета им. С. Айни (Душанбе).
Всего оформил более 120 спектаклей, в том числе:
- балет «Лебединое озеро» П. И. Чайковского (Театр оперы и балета им. Абая, Алма-Ата), 1960-е годы;
- опера «Травиата» Дж. Верди (Горьковский театр оперы и балета им. А. С. Пушкина);
- оперетта «Роза ветров» Б. А. Мокроусова (Музыкальный театр Республики Карелия, Петрозаводск);
- оперетта «Вольный ветер» И. О. Дунаевского (Одесский театр музыкальной комедии);
- кукольные спектакли для взрослых: «Мадемуазель Нитуш» (Львовский театр кукол), «Улыбнись, Айхон» (Ташкентский театр кукол);
- спектакли театральной студии «Наш дом» студенческого театра МГУ[2].

В 1965 году был художником-постановщиком новогоднего ёлочного представления в Кремлёвском Дворце съездов «Пусть звёзды мирно светят».
С 1989 года — художник Московского еврейского театра «Шалом», оформил спектакли «Заколдованный театр» (1990), «Танец маленьких бронштейнов» (1991), «Поезд за счастьем» (1992).
Продолжал сотрудничество с другими театрами: в 1990 оформил спектакли «Солдат Иван Чонкин», «Роковые яйца» (Мичуринский театр драмы); в 1995 принимал участие в создании Пуримшпиля (Москва, на сцене Центрального детского театра).
Его рисунки включены в сборник «106 современных карикатуристов мира» (Дом юмора и сатиры, Габрово, 1980).
Член Союза художников России.
Автор ряда сценариев сатирического киножурнала «Фитиль», юмористических стихов и пародий, эпиграмм.
Участник 34 международных выставок. Персональные выставки проходили в Москве (в 1980 и две — в 1996).
Умер в 2012 году. Похоронен на Востряковском кладбище.

## Мем
Его фамилия (с твёрдым знаком на конце рус. дореф. Ушацъ) стала своеобразной «визитной карточкой» студентов МАрхИ.
По словам самого Ушаца, началось всё с того, что он в институтском чертёжном зале пометил удобный стол у окна, написав крупно прямо на нём «УШАЦ». Кто-то из сокурсников решил пошутить, и на следующий день уже на всех столах было написано «УШАЦ». Шутку подхватили, и надпись стала появляться на самых неожиданных предметах в институте, а позднее даже в кинофильмах Г. Данелия (тоже выпускника МАрхИ) и мультфильме «Незнайка на Луне». Были распространены анекдоты с рефреном «и тут пришёл Ушац», и присказка «Это просто ушацЪ какой-то!».

## Награды
- Лауреат Международного биеннале юмора и сатиры в искусстве (Габрово, 1972).
- Лауреат Всесоюзного фестиваля театров — за оформление опер «Шинель» и «Коляска» на музыку А. Н. Холминова (Московский камерный музыкальный театр, 1977).

## Публикации
Источник — электронные каталоги РНБ
- Кривин Ф. Д. Слабые мира сего: Зап. юмориста из живого дома природы / Рис. М. Ушаца. — М.: Правда, 1979. — 47 с. — (Библиотека «Крокодила»).
- Невлер К. И., Ушац М. Л. К. Невлер, М. Ушац: [Альбом карикатур]. — М.: Сов. художник, 1980. — 46 с. — (Мастера советской карикатуры).
- Ушац М. Л. Изопалиндромы: [Альбом]. — М.: Эслан, 2001. — 104 с. — ISBN 5-94101-027-3.

## Семья
- Жена — Ольга Имберович, театральный художник из Польши.
  - Дочь — Хелена Герш (Ушац) (Helena Giersz), 1963 г.р., художник-мультипликатор, живет в США[4].